# Je suis resté dans les bois
Pour plus de détails, voir Fiche technique et Distribution.
Je suis resté dans les bois est un drame belge de Michaël Bier, Erika Sainte, Vincent Solheid sorti en 2017.

## Fiche technique
- Titre : Je suis resté dans les bois
- Réalisation : Michaël Bier, Erika Sainte, Vincent Solheid
- Scénario : Michaël Bier, Erika Sainte, Vincent Solheid
- Producteur : Marie Besson et Samuel Tilman
  - Coproducteur : Olivier Tordeurs
  - Producteur associé : Philippe Logie
- Production : eklektic productions
- Pays :  Belgique
- Durée : 82 minutes
- Genre : Drame
- Dates de sortie : 
  -  Belgique : 26 avril 2017

## Distribution
- Vincent Solheid : Vincent
- Michaël Bier : Michaël Bier
- Erika Sainte : Erika Sainte
- Adriana Da Fonseca : Adriana
- David Murgia : David
- Claire Beugnies : Claire
- Inès Conrotte : Le premier amour